# سایوز۳
سایوز ۳ (به روسی: Союз 3) (به معنای اتحاد ۳) یک فضاپیمای برنامه فضایی سایوز ساخت اتحاد جماهیر شوروی سوسیالیستی بود که در ۲۶ اکتبر ۱۹۶۸ به فضا پرتاب شد. تنها فضانورد این مأموریت، گئورگی برگوی ۴۷ ساله بود که تا آن زمان پیرترین فضانورد محسوب می‌شد. در طی این مأموریت، برای اولین بار روس‌ها توانستند دو فضاپیما را با یکدیگر ترازیابی فضایی کنند. این فضاپیما توانست با سایوز-۲ ترازیابی را انجام دهد ولی موفق به انجام اتصال نشد.
ولادیمیر شاتالوف فضانورد پشتیبان این مأموریت بود.

## نگارخانه

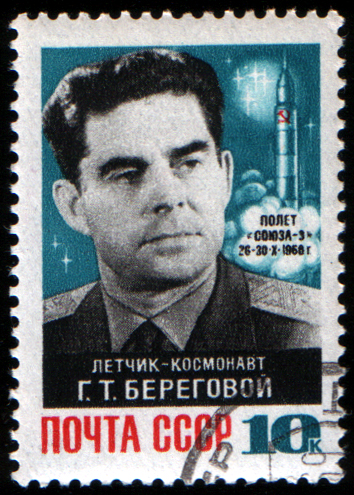
تمبر با نگاره گئورگی برگوی
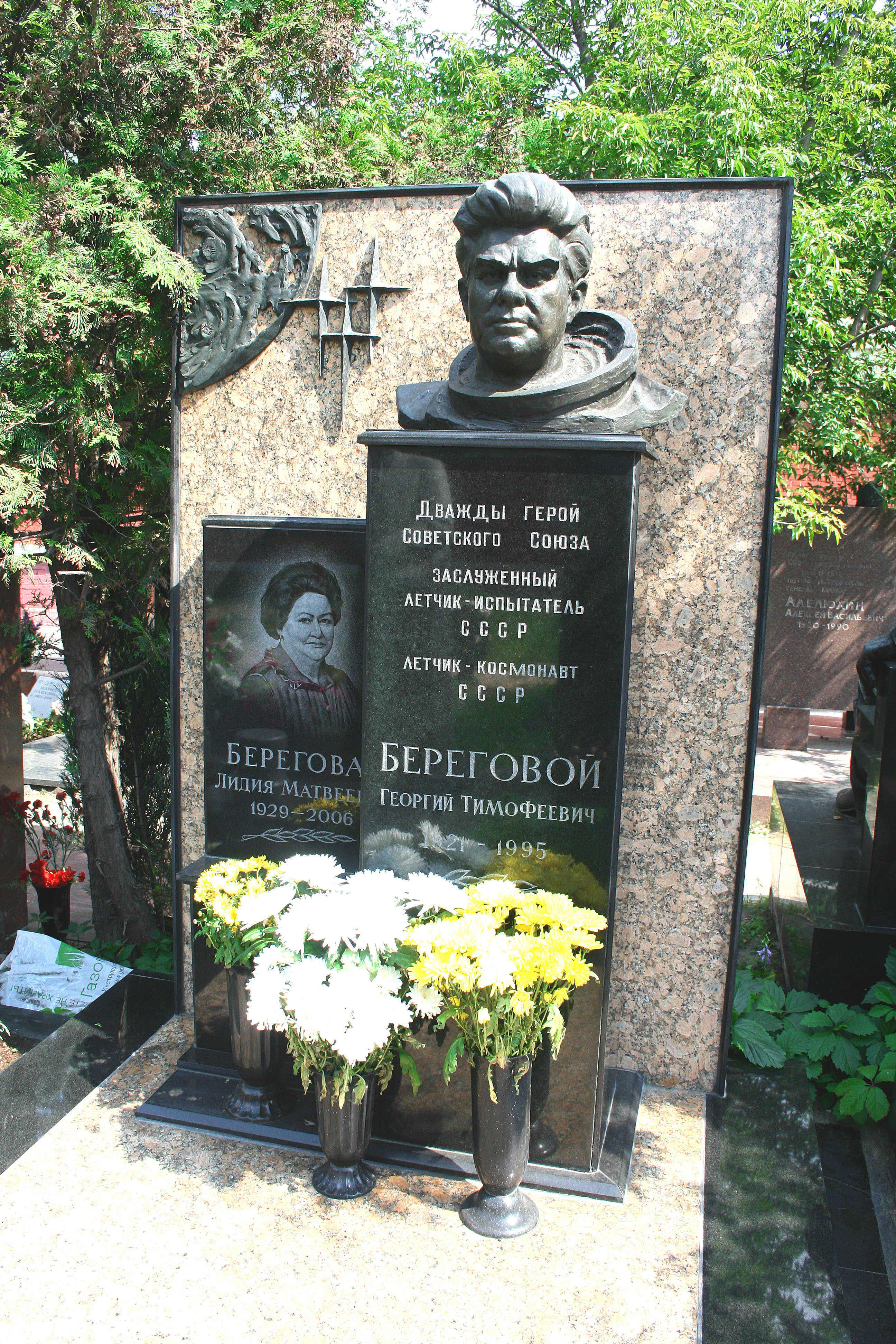
مقبره گئورگی برگوی